# Crnokljuni galeb
Crnokljuni galeb (latinski: Chroicocephalus bulleri, maorski: tarāpuka) je ugrožena vrsta galeba iz porodice Laridae. Ova vrsta jedino nastanjuje Novom Zelandu. Preci ove vrste stigli su iz Australije prije oko 250.000 godina.:89

## Taksonomija
Carl Friedrich Bruch izvorno je imenovao ovu vrstu 1855. kao Gavia pomare, no novozelandski ornitolog Sir Walter Lawry Buller odbacio je taj naziv jer se već koristio za drugu vrstu.:58–59 Zatim je preuzeo naziv roda Bruchigavia (doslovno, "Bruchova morska ptica") princa Napoléona Bonapartea kao privremeni naziv za novozelandske galebove.:60 Budući da je Bullerov predloženi naziv vrste melanoryncha (doslovno, "crnokljuni"):545 već dano drugoj vrsti galebova, Frederick Hutton predložio je naziv bulleri, u čast Bullera, 1871.:59 Buller je prihvatio ponudu i slijedio druge u usvajanju "većeg i bolje definiranog roda" Larus.:59 Alternativno uobičajeno ime Bullerov galeb također zadržava vezu s Bullerom.
Danas se smatra da vrsta pripada rodu Chroicocephalus. Holotip se nalazi u zbirci Muzeja Novog Zelanda Te Papa Tongarewa.

## Opis
Zdrave odrasle jedinke obično su duge 35 – 38 cm, s rasponom krila 81 – 96 cm i težinom od oko 230 g.:545 Glava, tijelo i dijelovi krila su bijele, na sedlu i krilima je srebrnasto siva, dok su rubovi na krilima crni.:546 Jedinke također prolaze kroz neke sezonske promjene boje perja. Orbitalni prsten obično je crn od veljače do lipnja, dok je narančasto-crven, crven ili tamno crven tijekom ostatka godine.:556Noge se također mijenjaju iz crne u tamnocrvenu boju, pa čak i svjetlocrvenu kako sezona parenja napreduje.:556 Promatranja sugeriraju da je galeb spolno dimorfan, ali nedostaju objavljeni podaci koji bi to poduprli. 
:557 Također postoji nedostatak podataka u pogledu geografske varijacije.:557
Ova vrsta često se miješa s crvenokljunim galebom. Crni galeb se razlikuje po svom crnom kljunu te je opisan kao da posjeduje "nježniji izgled", "plutaviji i graciozniji" let te da je "općenito manje bučan", unatoč sličnom glasanju.:546 Uočeni su  hibridi F1 i F2 između dva galeba. Oba hibrida imaju tamnocrveni kljun.:556

## Ponašanje
Kolonije se formiraju oko prvog para koji započne gniježđenje. Tamo gdje više od jednog para formira početno gnijezdo, unutar kolonije se događa grupiranje oko tih mjesta.:550 Kolonije su često zbijene, s "galebovima na malo većoj udaljenosti od kljucanja, a gnijezda se često dodiruju, ostavljajući malo prostora za polijetanje i slijetanje.":550 Mužjaci mogu pokazati agresivno ponašanje prema drugima u "loše definiranom području":550 nekoliko minuta prije nego što napuste područje i zaboravi ga. Unatoč tome, nije sva agresija mužjaka povezana s obranom određenog područja, a neki parovi bez pilića pokazat će agresiju prema onima s pilićima. Borbe su rijetko dugotrajne, Obično se sastoje od jednog napada agresora, koristeći kljun za kljucanje, krila za udaranje i noge za grebanje. Žrtva napada se obično odmah povlači. Odrasle jedinke smještavaju se u koloniju za razmnožavanje ili na mjestima za hranjenje, iako je potonje češće.